# Woudmagie
Woudmagie (Forest Mage) is het tweede boek in de De boeken van de Zoon van de Krijger trilogie en is geschreven door Robin Hobb. Na haar succesvolle trilogieën die zich afspeelden in Het Rijk van de Ouderlingen speelt dit boek zich af in een andere wereld.

## Samenvatting van het boek

### Inleiding
Het boek is geschreven in eerste persoon door Nevare Burvelle en volgt zijn leven gedurende zijn tweede jaar in de koninklijke Cavalla academie. In tegenstelling tot veel andere fantasyboeken speelt dit boek zich af in een modernere tijd waar als koud en warmstromend water is, tramlijnen worden aangelegd en mensen zich ook op fietsen voortbewegen.

### Samenvatting
Bron: tekst op de achterflap
Tijdens zijn opleiding aan de Koninklijke Cavalle Academie van Gernia komt de krijgerzoon Nevare door toedoen van de wrede vlakteman Dewara in contact met Boomvrouw en haar speciale magie. Met kwalijke gevolgen. Net op tijd om erger te voorkomen, weet Nevare het stukje ziel dat Boomvrouw van hem steelt terug te veroveren en haar te verslaan. Hij kan echter niet voorkomen dat de geheimzinnige Spikkels, die op aanwijzing van Boomvrouw zogeheten Stofdansers naar het verre oosten van Gernia sturen, daar hun speciale magie lostlaten.
Als Woudmagie opent hebben veel vrienden en bekenden van Nevare de aanval van de Stofdansers niet overleefd. Nevarres geliefde nichtje, Epiny is uit Oud Thares vertrokken en daardoor heeft hij met haar alleen nog briefcontact. Intussen probeert Nevare wanhopig een oplossing te vinden voor de vraag waarom zijn gewicht almaar toeneemt. Die vraag valt echter tijdelijk weg als hij, gehoor gevend aan de uitnodiging de bruiloft van zijn broer bij te wonen, op zijn reis naar huis op onverwachte wijze in contact komt met de Dansende Spil van de Vlaktemensen, hart en opslagplaats van de magie van de vlakte. Tot overmaat van ramp laat kort daarop ook Boomvrouw weer van zich horen.